# Jeune et Jolie
Jeune et Jolie is een Franse erotische dramafilm uit 2013, geregisseerd door François Ozon. De film vertelt in vier hoofdstukken (de vier seizoenen) over de seksuele ontluiking van de zeventienjarige Isabelle. De film werd genomineerd voor de Gouden Palm van het Filmfestival van Cannes van 2013. De film ging tijdens dit festival in première.

## Synopsis

### Zomer
Isabelle is een aantrekkelijk meisje van zestien, bijna zeventien jaar. Ze brengt met haar moeder Sylvie, broertje Victor en stiefvader Patrick de zomervakantie door aan de Franse kust. Daar leert ze de jonge Duitser Felix kennen. Erg onder de indruk van hem als persoon is ze niet, want ze wil hem niet aan haar ouders voorstellen en op haar verjaardag nodigt ze hem ook niet uit — "want daar is hij te dom voor" – maar ze laat zich graag door hem ontmaagden. Als dit eenmaal gebeurd is, is haar interesse voor Felix verdwenen, net als haar jeugdige onschuld. 

### Herfst
Isabelle wordt luxeprostituee, waarbij ze advertenties plaatst op internet en met haar smartphone met een aparte simkaart afspraken maakt. Ze noemt zichzelf Léa, zegt dat ze twintig jaar is en bezoekt haar klanten op een hotelkamer. Haar eerste klant is een oudere man, Georges. Na Georges volgen de weken daarop verschillende andere mannen. De afspraken met hen maakt Isabelle alleen in de namiddag, na schooltijd, en niet in het weekend. Eén keer betaalt een man minder dan afgesproken en dreigt aan haar ouders te vertellen dat ze dit werk doet als ze er geen genoegen mee neemt.
Niemand weet van haar dubbelleven, zelfs Victor en haar beste vriendin Claire niet. Sylvie vermoedt dat ze een vriendje heeft, omdat Isabelle steeds op vreemde tijden staat te douchen. Ze vindt het niet erg – zelf hield ze op haar zeventiende ook wel van een feestje – en ze legt subtiel een pakje condooms voor Isabelle neer in de badkamer. Isabelle glimlacht om de naïviteit van Sylvie wanneer ze het pakje ziet liggen.
Ze heeft Georges vaker als klant. Bij hem is het geld gemakkelijk verdiend, hij is aardig en een beetje een vaderfiguur. Op een middag krijgt hij terwijl ze seks hebben een hartaanval en sterft. Isabelle probeert nog even hem te reanimeren, maar vertrekt dan snel zonder alarm te slaan. Ze stopt met het werk.

### Winter
De politie komt langs in het ziekenhuis waar Sylvie werkt. Ze hebben de dood van Georges onderzocht, en hebben de identiteit van de onbekende prostituee achterhaald. Ze confronteren Sylvie met het dubbelleven van haar dochter, en vinden in haar kast een dikke envelop met het verdiende geld, ondertussen een flink kapitaal.
Sylvie is geschokt. Ze heeft Isabelle destijds aangemoedigd om op haar zeventiende van het leven te genieten en te experimenteren, maar dit was niet wat ze daarbij in gedachten had. Wanneer ze op een avond Isabelle op de bank aantreft, in gesprek met Patrick, verliest ze het vertrouwen in Isabelle. Ze wil dat Isabelle in therapie gaat. Schoorvoetend accepteert Isabelle dat, en ze is ook bereid deze zelf te betalen, mits ze van Sylvie het verdiende geld dat Sylvie heeft afgepakt en aan een goed doel wil gaan schenken, terugkrijgt. Sylvie zwicht nadat de therapeut Isabelle hierin steunt.
Verder wordt Isabelle door de politie uitgehoord. Er zijn geen strafbare feiten gepleegd, mits Isabelle niet tot de prostitutie werd aangezet. Hierop vertelt Isabelle hoe ze ermee begonnen is. Een man had haar op straat gevolgd omdat hij haar mooi vond, en had haar zijn nummer gegeven. Het maken van een afspraak met een onbekende, en niet direct de seks zelf, had haar een kick gegeven. Een documentaire op televisie over meiden die zichzelf prostitueerden voor het geld en voor de kick had haar vervolgens doen besluiten om een advertentie voor zichzelf te zetten en als prostituee aan de slag te gaan.

### Lente
De lente begint, en ook Victor begint zijn seksualiteit te ontdekken. 
Ondertussen lijkt Isabelle meer op een "normaal" meisje. Ze steunt Claire, wier "eerste keer" op een teleurstelling uitliep, en gaat naar een schoolfeestje. Daar krijgt ze verkering met haar klasgenoot Alex. Wanneer hij blijft slapen en de volgende dag gezellig met de rest van het gezin aan de ontbijttafel zit, besluit Isabelle het met hem uit te maken. Ze gaat terug naar haar kamer en steekt de simkaart die ze een half jaar geleden voor haar prostitutiewerk gebruikte weer in haar telefoon, waarna de berichtjes binnenstromen. 
Alice, de vrouw van Georges, heeft het nummer van Isabelle gevonden in zijn telefoon, en als een klant een afspraak gemaakt, in dezelfde hotelkamer. Isabelle vraagt of ze zich moet uitkleden, maar dat hoeft niet. Alice wilde alleen graag de vrouw ontmoeten die Georges het laatst in leven gezien heeft. Ze is niet boos op Isabelle. Ze begreep wel dat Georges met een meisje wilde slapen, en Isabelle was ook niet schuldig aan zijn dood; hij was erg ziek. Samen gaan ze op het bed liggen en mijmeren over de liefde. Ze vallen samen in slaap. Isabelle wordt alleen wakker zonder te weten waar hij is.

## Rolverdeling
- Marine Vacth als Isabelle
- Géraldine Pailhas als Sylvie Bontale
- Frédéric Pierrot als Patrick
- Fantin Ravat als Victor
- Johan Leysen als Georges Ferrière
- Charlotte Rampling als Alice
- Nathalie Richard als Véronique
- Djédjé Apali als Peter
- Lucas Prisor als Felix
- Laurent Delbecque als Alex
- Jeanne Ruff als Claire